# LG G7 ThinQ
LG G7 ThinQ(LG G7 씽큐)는 LG전자가 제조한 안드로이드 스마트폰이며, LG G 시리즈의 7번째 모델이자 2018년형 모델이다.
또한 LG G7 ThinQ는 2018년 5월 2일, 미합중국 뉴욕에서 열린 LG G7 ThinQ Day 뉴욕 행사를 통해 처음 공개되었으며, 2018년 5월 18일 한국 시장을 시작으로 순차적으로 출시되었다. LG전자 스마트폰 최초로 뉴 세컨드 스크린이라고 불리는 노치 디자인이 적용되었다. 2018년 2월, LG전자가 인공지능 브랜드인 LG ThinQ를 런칭함에 따라 인공지능 기능이 탑재된 스마트폰에 ThinQ 네이밍을 붙이기로 했다. 따라서, LG G7 ThinQ는 LG G 시리즈 최초로 ThinQ 네이밍을 붙이게 되었다. 2018년 8월 28일, 독일 베를린에서 열린 IFA 2018을 통해서 G7 ThinQ를 기반으로 한 LG G7 One과 LG G7 Fit이 공개되었다.

## 운영 체제 / 소프트웨어

### 안드로이드 8.0 오레오
LG G7 ThinQ는 안드로이드 8.0 오레오를 기본 탑재하여 출시했으며, UI는 LG UX 7.0이 적용되었다.

### 안드로이드 9.0 파이
2019년 6월 17일 안드로이드 9.0 파이 업그레이드를 받았다. UI버전은 그
대로 7.0이다.

### 안드로이드 10 Q
지난 5월18일 안드로이드10 업그레이드를 받았다. UI버전은 UI 9.0이다.
LG전자가 자사 프리미엄 스마트폰에 벨벳UI를 적용한다고 발표했다. 적용대상은 V50, G8, V50s, G7, V40, V35이다. V50, G8, V40은 이미 적용했다. 주요 업데이트 내용은 벨벳UI 적용, 포인트 색상 변경, 제스쳐바 개선등이다. 단, 제스쳐바개선은 기종에 따라 다를수 있다고 한다. V50과 G8에 적용된 제스쳐바는 벨벳제스쳐와 비슷하게 적용되었으나 가장 최근에 벨벳UI를 업데이트 받았던 V40의 경우 제스쳐바가 그대로였다. 이로 인해 V40사용들이 불만글을 올리기도했다.

## 기능

### 디스플레이

#### 슈퍼 브라이트 디스플레이
LG G7 ThinQ는 스마트폰 최초로 기존의 스마트폰보다 더 밝은 슈퍼 브라이트 디스플레이를 탑재했다. 슈퍼 브라이트 디스플레이는 LG디스플레이에서 개발한 흰색 픽셀이 들어있는 RG-BW 배열의 M+LCD 기반으로 제작되었다. 기존의 스마트폰이 평균 600 니트의 밝기를 갖고 있는데, 슈퍼 브라이트 디스플레이는 부스트 모드 실행 시 최대 1000니트까지 밝힐 수 있어서, 야외의 직사광 아래에서도 최대 3분동안 더 밝은 화면으로 볼 수 있다. 전작인 LG G6 대비 소비 전력이 30% 감소된 알고리즘이 적용되었다. 그리고 영상을 더 선명하게 볼 수 있는 기술인 HDR 10과 돌비 비전 (Dolby Vision)이 적용되었다. 설정 앱의 디스플레이 부분에서 화면 색상을 메뉴에 들어가면, 사용자가 보고 있는 콘텐츠에 따라 4가지의 화면 색상 모드(에코, 시네마, 게임, 스포츠) 중 하나를 선택할 수 있다. 또한 전문가 모드를 통해 RGB의 강도는 물론 색조, 색온도, 채도, 선명도 등 세부적인 조절을 할 수 있다.

#### 뉴 세컨드 스크린
과거 LG V10과 LG V20에서 선보였던 세컨드 스크린을 계승한 노치 디자인의 디스플레이이다. 다만, 기존의 세컨드 스크린 같은 기능들이 적용되지 않았다. 디스플레이의 상단부에 노치 디자인이 적용되어, 전작인 LG G6 대비 상단의 좌우 베젤과 하단의 베젤이 줄어들었다. 이로 인해 기존의 18:9 화면비에서 19.5:9로 늘어났고, 본체가 좀 더 길어졌고, 6.1인치 디스플레이로 크기가 더 커졌다. 노치 디자인에 거부감을 느끼는 사람들을 위해 상단부 노치의 좌우 빈 공간을 원하는 색상으로 가릴 수 있는 사용자 색상 모드를 지원한다. 사용자가 고를 수 있는 색상은 검정, 회색, 그라데이션, 무지개 색 등이 있다. 다만, 사용자 색상 모드는 기본 홈화면이나 LG 앱에서만 적용이 가능하다.

### 오디오
LG G7 ThinQ의 오디오 기능은 전작인 LG G6 ThinQ와 전년도 플래그쉽인 LG V30 ThinQ의 기능을 계승했다.

#### Hi-Fi Quad DAC
DAC(Digital to Analog Converter)은 디지털 신호를 사람이 들을 수 있는 아날로그 신호로 변환해주는 장치이다. 쿼드 DAC는 디지털 신호의 잡음을 최대 50%까지 감소시켜서 원음에 가까운 소리를 낼 수 있게 해 준다. ESS 사의 Sabre 쿼드 DAC가 적용되었으며, 전작과 동일하게 24비트는 물론, 32비트 음원을 재생할 수 있다. 다만 이번 G7부터는 B&O와의 계약 기간 만료로 인해 튜닝 기술이 지원되지 않았다.

#### 붐박스 스피커
붐박스 스피커는 스마트폰 본체를 상자나 나무, 철재 등 다양한 재질의 테이블 등 속이 비어있는 물체 위에 올리면 스마트폰 본체가 울림통처럼 작동해 소리를 일반 스피커 대비 최대 10배 이상 증폭시켜주는 기능이다. 스마트폰이 물체 위에 올라갔을 때 기기 내부에 있는 진동자가 공명 현상을 일으켜서 대형 우퍼를 연결한 것과 같은 효과를 낼 수 있다. 붐박스 스피커는 저음역대의 음량이 최대 6 dB 이상 커져서 기존 스마트폰 대비 2배 이상 풍부한 중저음을 들을 수 있다. 이외에도 음악에 맞춰서 LED 플래시를 미러볼처럼 반짝이게 해주는 붐박스 쇼 기능이나 기기를 손에 쥐고 있을 때 더 강한 진동을 줄 수 있는 흔들 때 강한 진동 기능을 지원한다. LG전자는 사용자들이 야외활동을 할 때 큰 사운드로 음악을 즐길 수 있으며 블루투스 스피커의 대체재로 사용할 수 있다고 말했다.

#### DTS:X 3D 입체 음향
LG전자는 오디오 전문 기업인 엑스페리와의 독점 파트너쉽을 통해 LG G7 ThinQ에 스마트폰 최초로 영화, 음악 등을 감상할 때 더 생생한 소리를 들을 수 있는 DTS:X 3D 입체 음향 기능을 지원한다. 와이드, 왼쪽, 오른쪽 총 3가지의 모드로 설정할 수 있으며 이어폰을 끼면 최대 7.1 채널의 입체 음향을 들을 수 있다. 이어폰을 끼지 않고 스피커로 소리를 들을 때에도 3D 입체 음향을 느낄 수 있다. 전용 콘텐츠뿐만 아니라 기본 음악 앱이나 비디오 앱 이외에도 어떤 콘텐츠의 종류에 상관없이 입체 음향 설정을 적용할 수 있다.

### 카메라
LG G7 ThinQ의 카메라 기능은 전작인 LG G6 ThinQ와 전년도 플래그쉽인 LG V30 ThinQ의 기능을 계승했다.

#### 초광각 카메라
LG G7 ThinQ는 전작들과 마찬가지로 기존의 화각보다 더 넓은 화면을 담을 수 있는 초광각 카메라를 지원한다. 이번 G7에서는 후면 광각 카메라가 화각이 107도로 줄어든 대신 화소를 1600만 화소로 높였다.

#### AI 카메라
AI 카메라는 실행 시 AI가 피사체를 인식한 후 알아서 그에 맞는 색감, 반사광, 채광 등을 가진 촬영 모드를 추천해주는 기능이다. 인식하는 도중 "여자", "풍경" 등의 피사체의 정보가 담긴 단어가 화면에 뜨며, 터치 한 번으로 추천 모드를 실행할 수 있게 버튼을 띄워준다. 기존에 8개였던 촬영 모드에 반려동물 일출, 일몰, 풍경, 도시 등 새로운 모드들이 추가되어 총 19개로 늘어닜다.

#### 슈퍼 브라이트 카메라
슈퍼 브라이트 카메라는 사진을 찍을 때 AI가 주변 환경이 어둡다고 판단하면 자동으로 슈퍼 브라이트 카메라 모드를 실행시켜 별도의 LED 플래시 없이 사진을 밝게 찍을 수 있는 기능이다. 슈퍼 브라이트 카메라는 기존의 브라이트 카메라보다 업그레이드 되어서 극저조도 상황(4 lux 이하)에서 사진의 밝기를 최대 3.8배까지 올릴 수 있다.

#### 아웃포커스
아웃포커스는 원하는 대상을 선택한 후, 그 대상을 제외한 나머지 배경을 흐리게 하여 대상을 더욱 강조하여 촬영할 수 있는 기능이다. 다만, 동영상 아웃포커스 기능은 적용되지 않았고, 사진 촬영 시에만 적용이 가능하다.

#### 구글 렌즈
구글 렌즈는 구글 어시스턴트를 기반으로 카메라에 포착된 피사체를 인식해 검색 결과를 찾아주는 기능이다. 책, 사물, QR 코드 등 다양한 것을 검색할 수 있다. 구글과의 협약으로 국내에서는 LG G7 ThinQ 통해 최초로 도입되었다. 삼성전자의 빅스비 비전, LG전자의 Q렌즈와 유사한 기능이다.

#### Q렌즈
Q렌즈는 원하는 피사물을 촬영한 후, 그에 관한 정보검색, QR 코드 등을 검색할 수 있는 기능이다. LG G7 ThinQ에는 네이버와 아마존을 통해 제공하는 쇼핑 정보를 볼 수 있는 쇼핑 검색 기능이 추가 되었다. 삼성전자의 빅스비 비전, 구글의 구글 렌즈와 유사한 기능이다

#### 매직 포토
매직 포토는 사진과 동영상을 합성해 멈춰있는 사진에 선택한 일부분을 영상으로 바꿔서 일부분만 움직이는 사진을 만들 수 있는 기능이다. 우선 셔터 한 번으로 사진과 동영상을 동시에 촬영한 뒤, 영상이 나왔으면 하는 부분을 손가락으로 문질러 지정해준다. 이렇게 하면 문지른 부분만 움직이고 나머지는 멈춰있는 매직 포토가 완성이 된다. 안드로이드 9 파이 업데이트를 통헤 LG G7 ThinQ에도 추가되었다.

### 멀티태스킹
LG G7의 멀티태스킹 기능은 전작인 LG G6 ThinQ와 전년도 플래그쉽인 LG V30 ThinQ의 기능을 계승했다.

#### 올웨이즈 온 디스플레이
LG G7은 전작인 LG G6 ThinQ와 마찬가지로 전력 소모를 줄이면서 화면이 꺼진 상태에서도 항시 알림을 확인할 수 있는 올웨이즈 온 디스플레이(Always On Display)가 적용되었다.

#### 구글 어시스턴트 키
LG전자는 구글과의 협력을 통해 구글 사의 인공지능인 구글 어시스턴트를 바로 실행할 수 있는 구글 어시스턴트 키를 기기의 좌측면 음량조절 버튼 아래에 추가했다. 구글 어시스턴트 키를 길게 한 번만 누르면 구글 어시스턴트를 호출할 수 있고, 빠르게 두 번 누르면 구글 렌즈 기능을 실행할 수 있다. LG전자에서는 사용자들이 구글 어시스턴트 키를 통해 구글 어시스턴트를 워키토키 (무전기)처럼 사용할 수 있다고 밝혔다.

#### Q링크
Q링크는 LG G7 ThinQ이 자동으로 iOT 기기를 탐색해 사용자들이 별도의 등록 단계를 거치지 않고도 스마트 홈 기능을 바로 사용할 수 있게 도와주는 앱이다. 연결할 수 있는 기기는 WiFi 칩이 탑재된 가전 제품, 스마트 워치, 태블릿 PC, 셋톱박스 등 LG전자의 ThinQ 제품들 이외에도 세계 iOT 표준인 OCF 인증을 받은 기기들이다. Q링크는 연결된 제품의 상태를 확인할 수 있으며 앱을 통한 원격 제어도 가능하다. 예를 들면, TV 리모컨이나 세탁기나 건조기의 남은 작업시간 확인, 공기청정기의 공기 질 확인, 냉장고의 문열림 확인 등이 가능하다.

#### Q태그
Q태그는 LG G7 ThinQ로 찍은 사진을 AI가 알아서 사진 종류에 맞게 분류해 갤러리에 저장을 해주는 기능이다. 총 153가지의 카테고리로 사진을 분류할 수 있다.

##### Q보이스
LG 옵티머스 G에서 처음 선보이고, 2018년 2월 LG V30S ThinQ의 출시와 함께 다시 부활한 LG전자의 인공지능 비서이다. 기존의 전화 걸기, 메시지 보내기, 앱 실행, 음악 재생, 검색 등의 기능을 지원한다. 구글 어시스턴트 연동 독자 명령어를 지원하며, 구글 어시스턴트가 할 수 없는 문자 읽어주기와 32개의 독점 명령어를 인식할 수 있다. LG G7 ThinQ의 출시와 함께 음성명령으로 LG페이와 연동해서 통장 잔고나 카드 내역 등을 확인할 수 있는 명령어가 추가됐다. 또한 Q링크와 연동하여 인공지능 가전을 음성명령으로 원격제어할 수 있다. 명령어는 "하이 엘지"(Hi, LG.)이다.

### 기타
전작인 LG G6에 이어 일체형 배터리가 적용되었다.1.5m 수심에서 30분까지 작동할 수 있는 IP68 등급의 방수방진이 채택되었다. LG V30 ThinQ와 마찬가지로 미군에서 진행하는 내구성 테스트인 MIL-STD 810G 통과 인증을 받았다. Qi 표준 무선 충전을 지원한다. 퀄컴 사의 퀵차지 4.0을 적용해 고속 충전도 지원한다.

#### LG 페이
LG 페이는 2017년 6월 1일, G6 32GB와 G6+ 출시와 함께 추가된 LG전자의 모바일 결제 서비스이다. 2017년 기준 한국 시장에만 지원 중이다. 경쟁 중인 서비스는 애플 페이와 삼성 페이이며, 결제 방식으로는 NFC (근거리 무선 통신)와 MST (마그네틱 보안전송) 방식을 지원한다.

#### 장거리 음성인식
LG G7 ThinQ에는 고감도 마이크가 탑재돠어서 구글 어시스턴트나 LG Q보이스 같은 음성 인공지능 비서를 최대 5m 떨어진 곳에서도 호출할 수 있는 장거리 음식인식이 가능하다. LG전자는 사용자들이 장거리 음성인식을 통해 LG G7 ThinQ를 AI 스피커의 대체재로 사용할 수 있다고 밝혔다.

#### 생체인식
LG G7는 전작들이 지원하는 패턴, 노크온, 에이리어 타입 지문인식, 얼굴인식을 모두 지원한다. 다만 LG전자 측에서는 보안이 취약할 수 있기 때문에 패턴, 노크온, 지문인식을 사용하길 권장했다.

## 색상
- 뉴 플레티넘 그레이 (국내 미출시)
- 뉴 오로라 블랙
- 라즈베리 로즈
- 뉴 모로칸 블루

## 변형 기종
- LG G7+ ThinQ: 기존의 G7보다 램이 6GB, 저장공간이 128GB로 늘어난 고용량 모델이다. 국내 모델은 뉴 모로칸 블루 색상만 출시되었다.
- LG G7 One 구글 안드로이드원이 적용되었다. 보안 패치 및 OS 업그레이드도 다른 LG전자 휴대폰보다 먼저 제공받는다. LG전자가 아닌 구글이 직접관리하며, 후면에는 V40처럼 무광처리가 되었다. 국내에서는 LG유플러스 단독으로 출시되었다.
- LG G7 Fit: LG Q9과 전반적인 사양과 디자인을 공유하고 있지만, Q9과는 달리 후면에 유광 재잘의 유리 소재가 적용되었다.

## 같이 보기
- LG G6
- LG V20
- LG V30
- LG V35 ThinQ
- LG V40 ThinQ

## 경쟁 기종
- 삼성 갤럭시 S9
- 삼성 갤럭시 s9+
- 아이폰 X
- 샤오미 포코폰F1
- 화웨이 P20